# Aérodrome de Natakhtari
L'aérodrome de Natakhtari (code OACI : UGSA) est un aéroport national situé à Natakhtari, Mtskheta-Mtianeti, en Géorgie. Il sert d'aérodrome secondaire et national uniquement pour la zone métropolitaine de Tbilissi à environ 20 kilomètres (12,4 mi) au nord de la ville. Il s'agit d'une entreprise privée détenue et exploitée par la société mère de Vanilla Sky Airlines, Service Air. L'aérodrome exploite une liaison par bus avec Tbilissi dans le cadre de vols réguliers.

## Situation
Il se trouve à 20 kilomètres (12,4 mi) au nord de la ville de Tbilissi.
| Koutaïssi Ambrolaouri Natakhtari Batoumi Mestia Tbilissi Soukhoumi |

## Généralités
Depuis fin 2010, des vols sont assurés entre Natakhtari et Mestia, dans la région montagneuse du nord-ouest de la Svanétie. Ces derniers étaient initialement exploités par le canadien Kenn Borek Air, mais depuis 2014 par Vanilla Sky, une filiale du propriétaire de l'aérodrome, Service Air. Un service aérien régulier a été établi avec l'aéroport d'Ambrolauri dans la région de Ratcha, dès l'ouverture de cet aéroport en 2017. Après une interruption de six mois en 2020 en raison de la pandémie de coronavirus, les vols ont repris vers les deux destinations à l'été 2020.

## Histoire
Pendant la Grande Guerre patriotique (Seconde Guerre mondiale), entre 1942 et 1945, une division d'avions de chasse de l'armée de l'air soviétique était stationnée sur l'aérodrome de Natakhtari pour protéger des cibles stratégiques dans la région du Caucase. Les unités ont participé à la bataille du Caucase. La division surveillait également les lignes aériennes entre Tbilissi et Batoumi au sud et Grozny au nord. En septembre 1945, le déploiement à Natakhtari a pris fin.
En Union soviétique, l'aérodrome était connu sous le code IATA NTX et le code OACI UGYG. L'aéroport n'a plus de code IATA et l'enregistrement OACI a été changé en UGSA.

## Compagnies aériennes et destinations
| Compagnies           | Destinations                             |
| -------------------- | ---------------------------------------- |
| Vanilla Sky Airlines | Ambrolaouri, Batoumi-A. Kartveli, Mestia |